# Puchar PFL (Rosja)
Puchar PFL (ros. Кубок ПФЛ) – rozgrywki piłkarskie dla zwycięzców grup rosyjskiej Drugiej Dywizji (drużyn awansujących), organizowane przez Profesjonalną Ligę Piłkarską (PFL) w latach 2003–2019.

## Format rozgrywek
Puchar PFL był rozgrywany systemem ligowym, bez meczu rewanżu. Wszystkie mecze rozgrywane na stadionie Łużniki w Moskwie. Zwyciężyła drużyna, która zdobyła najwięcej punktów na podstawie wyników pięciu rund. Za zwycięstwo przyznano 3 punkty, a za remis - jeden, za porażkę - zero.

## Historia
Pierwsze rozgrywki Pucharu PFL odbyły się od 8 do 14 listopada 2003 roku w Moskwie. Do rozgrywek zakwalifikowały się zwycięzcy turniejów strefowych Drugiej Dywizji sezonu 2003: Arsenał Tuła (strefa "Zachód"), FK Orzeł (strefa "Centrum"), Dinamo Machaczkała (strefa "Południe"), KAMAZ Nabierieżnyje Czełny (strefa "Ural-Wołga"), Łucz-Energia Władywostok (strefa "Wschód"). Przed rozpoczęciem turnieju Dinamo z Machaczkały odmówiło udziału, a we wszystkich meczach przypisywano techniczne porażki z wynikiem 0:3. Trofeum zdobył Arsenał z Tuły z wynikiem 3 wygranych i 1 remisu.
W 2010 roku w dniach 9 по 15 listopada 2010 została rozegrana ostatnia edycja Pucharu FNL. Zwyciężył Czernomoriec Noworosyjsk. 

## Zwycięzcy i pozostali medaliści
| Sezon                       | K | K | T | Mistrz               | Wicemistrz          | III miejsce            | Br. | Król strzelców                 | Uwagi    |
| Puchar PFL (ros. Кубок ПФЛ) |   |   |   |                      |                     |                        |     |                                |          |
| 2003                        |   |   | 1 | Arsienał Tuła        | Orzeł               | Łucz-Eniergija         | 3   | Anatolij Babałujew (Orzeł)     | 5 klubów |
| 2004                        |   |   | 1 | Dinamo Stawropol     | Torpedo Władimir    | Urałmasz Jekaterynburg | 4   | Igor Diegtiariew (Fakieł)      | 5 klubów |
| 2005                        |   |   | 1 | Sodowik Sterlitamak  | Anguszt Nazrań      | Jenisej Krasnojarsk    | 4   | Eduard Zacepin (Sodowik)       | 5 klubów |
| 2006                        |   |   | 1 | Zwiezda Irkuck       | Spartak Władykaukaz | Nosta Nowotroick       | 3   | Marat Tokajew (Spartak Wł.)    | 5 klubów |
| 2007                        |   |   | 1 | Witiaź Podolsk       | Dinamo Barnauł      | Sportakadiemkłub       | 5   | Siergiej Anochin (Witiaź)      | 5 klubów |
| 2008                        |   |   | 1 | Wołga Niżny Nowogród | Mietałłurg Lipieck  | MWD Rossiji            | 4   | Aleksandr Ziernow (Wołga)      | 5 klubów |
| 2009                        |   |   | 1 | Mordowia Sarańsk     | Awangard Kursk      | Dinamo Petersburg      | 3   | Rustem Muchametszyn (Mordowia) | 5 klubów |
| 2010                        |   |   | 1 | Czernomoriec         | Gazowik Orenburg    | Torpedo Władimir       | 3   | Andriej Małych (Gazowik)       | 5 klubów |

## Statystyki
W dotychczasowej historii oficjalnych rozgrywek o Puchar PFL na podium oficjalnie stawało w sumie 23 drużyny. 8 klubów zdobyli po 1 Pucharze.
| Lp.                      | Klub                       | Miejsca na podium | Miejsca na podium | Miejsca na podium | Zwycięskie sezony |   |   |      |
| ------------------------ | -------------------------- | ----------------- | ----------------- | ----------------- | ----------------- | - | - | ---- |
| Lp.                      | Klub                       | 1.                | Arsenał Tuła      | 1                 | Zwycięskie sezony | 0 | 0 | 2003 |
| Dinamo Stawropol         | 1                          | 1.                | 0                 | 0                 | 2004              |   |   |      |
| Sodowik Sterlitamak      | 1                          | 1.                | 0                 | 0                 | 2005              |   |   |      |
| Zwiezda Irkuck           | 1                          | 1.                | 0                 | 0                 | 2006              |   |   |      |
| Witiaź Podolsk           | 1                          | 1.                | 0                 | 0                 | 2007              |   |   |      |
| Wołga Niżny Nowogród     | 1                          | 1.                | 0                 | 0                 | 2008              |   |   |      |
| Mordowia Sarańsk         | 1                          | 1.                | 0                 | 0                 | 2009              |   |   |      |
| Czernomoriec Noworosyjsk | 1                          | 1.                | 0                 | 0                 | 2010              |   |   |      |
| 9.                       | Torpiedo Władymir          | 0                 | 1                 | 1                 |                   |   |   |      |
| 10.                      | FK Orzeł                   | 0                 | 1                 | 0                 |                   |   |   |      |
| 10.                      | Anguszt Nazrań             | 0                 | 1                 | 0                 |                   |   |   |      |
| 10.                      | Spartak Władykaukaz        | 0                 | 1                 | 0                 |                   |   |   |      |
| 10.                      | Dinamo Barnauł             | 0                 | 1                 | 0                 |                   |   |   |      |
| 10.                      | Mietałłurg Lipieck         | 0                 | 1                 | 0                 |                   |   |   |      |
| 10.                      | Awangard Kursk             | 0                 | 1                 | 0                 |                   |   |   |      |
| 10.                      | Gazowik Orenburg           | 0                 | 1                 | 0                 |                   |   |   |      |
| 17.                      | Łucz-Eniergija Władywostok | 0                 | 0                 | 1                 |                   |   |   |      |
| 17.                      | Urał Jekaterynburg         | 0                 | 0                 | 1                 |                   |   |   |      |
| 17.                      | Jenisej Krasnojarsk        | 0                 | 0                 | 1                 |                   |   |   |      |
| 17.                      | Nosta Nowotroick           | 0                 | 0                 | 1                 |                   |   |   |      |
| 17.                      | Sportakadiemkłub Moskwa    | 0                 | 0                 | 1                 |                   |   |   |      |
| 17.                      | MWD Rossii Moskwa          | 0                 | 0                 | 1                 |                   |   |   |      |
| 17.                      | Dinamo Petersburg          | 0                 | 0                 | 1                 |                   |   |   |      |